# Базар у Пећи
Базар у Пећи, познат и као Пећка пијаца је пијаца у центру града Пећи. 
Основан је током отоманске владавине и налази се у близини реке Пећке Бистрица, између паралелних зона становања. На пијаци су се историјски налазили ковачи и столари, али је такође олакшавало пољопривредно тржиште. Пијаца је најмање два пута потпуно уништена, једном током италијанске окупације 1943. године и једном током Рата на Косову и Метохији (1998–99). 
Пијаца је у потпуности обновљена после рата на Косову, према историјској османској архитектури и служи као главна пијаца у граду Пећи и један је од многих споменика који су под заштитом. Главна улица пијаце је као Велики базар.